# 歌の贈りもの (バリー・マニロウのアルバム)
『歌の贈りもの』（うたのおくりもの、Tryin' to Get the Feeling）は、1975年にリリースされた、シンガーソングライター、バリー・マニロウの3枚目のスタジオ・アルバム。このアルバムには、英語原題におけるタイトル・トラックである「フィーリング (Tryin' to Get the Feeling Again)」や、ヒット曲となった 「ニューヨーク・シティ・リズム」、「バンドスタンド・ブギー」（ABCの長寿番組『American Bandstand』のテーマ曲）、「歌の贈りもの」などが収録されている。このアルバムは、トリプル・プラチナに認定された。
アルバム・カバーの表と裏のカバー・アートは、後にレイ・スティーヴンスによってパロディ化され、「I Need Your Help, Barry Manilow」という楽曲も収録された1979年のアルバム『The Feeling's Not Right Again』のカバーとなった。
収録曲の中で、見過ごされがちな楽曲は、「あの娘はスター (She's a Star)」である。イノック・アンダーソン (Enoch Anderson) による歌詞は、ある女性歌手の、名声を得ようとする闘いと、舞台を恐れる気持ちを、バンド・メンバーの視点から描いたもので、一部ではこの内容を、ソロで成功したマニロウに対するベット・ミドラーの気持ちを歌ったものだと見る向きもある。この曲は、2011年にマニロウが取り組んだロック・オペラ『15 Minutes』では、主人公が男性であることに合わせて「He's a Star」とした上で、当世風のアップテンポな編曲が施された。
| 専門評論家によるレビュー | 専門評論家によるレビュー |
| レビュー・スコア         | レビュー・スコア         |
| 出典                     | 評価                     |
| ------------------------ | ------------------------ |
| Allmusic                 | link                     |
| Robert Christgau         | C− link                  |
| Rolling Stone            | (unfavorable) link       |

## トラック

### Side one
1. ニューヨーク・シティ・リズム (New York City Rhythm) （バリー・マニロウ、マーティ・パンザー) - 4:42
2. フィーリング (Tryin' to Get the Feeling Again) （デヴィッド・ポメランツ) - 3:51
3. 二人で生きよう (Why Don't We Live Together)（Phil Galdston、Peter Thom）- 2:54
4. バンドスタンド・ブギー (Bandstand Boogie)（Charles Albertine、ラリー・エルガート（英語版）、レス・エルガート（英語版）、ボブ・ホーン（英語版）、バリー・マニロウ、Bruce Sussman）- 2:49
5. 去りゆく人 (You're Leaving Too Soon)（バリー・マニロウ、イノック・アンダーソン）- 3:30
6. あの娘はスター (She's a Star)（バリー・マニロウ、イノック・アンダーソン）- 4:16

### Side two
1. 歌の贈りもの (I Write the Songs) (ブルース・ジョンストン) - 3:51
2. 希望を胸に (As Sure as I'm Standin' Here) (アドリエンヌ・アンダーソン（英語版）、バリー・マニロウ) - 4:50
3. ナイス・ボーイ (A Nice Boy Like Me)（バリー・マニロウ、イノック・アンダーソン）- 3:58
4. レイ・ミー・ダウン (Lay Me Down) (ラリー・ウェイス（英語版）) - 4:20
5. 愛しのミュージック (Beautiful Music)（バリー・マニロウ、マーティ・パンザー) - 4:32

### CD ボーナストラック
1. I'll Make You Music（アドリエンヌ・アンダーソン、バリー・マニロウ) - 2:34 - 2006年リマスター盤のボーナストラック
2. Marry Me a Little（スティーヴン・ソンドハイム）- 3:38 - 1998年盤、および、2006年リマスター盤のボーナストラック

## パーソネル
- バリー・マニロウ - ボーカル、ピアノ
- チャーリー・ブラウン (Charlie Brown)、シド・マッギニス（英語版） - ギター
- スティーヴ・ドナヘイ (Steve Donaghey) - ベース
- アラン・アクセルロッド (Alan Axelrod) - キーボード
- リー・ガースト (Lee Gurst) - ドラムス
- ジミー・マーレン（英語版） - パーカッション
- The Flashy Ladies (Debra Byrd, Reparata)、ラモーナ・ブルックス（英語版）、ロン・ダンテ（英語版） - バックグラウンド・ボーカル